# Форт Лаптон (Колорадо)
Форт Лаптон (енгл. Fort Lupton) град је у америчкој савезној држави Колорадо.

## Демографија
По попису из 2010. године број становника је 7.377, што је 590 (8,7%) становника више него 2000. године.
| Група             | 2000.         | 2010.         |
| Белци             | 3.385 (49,9%) | 3.100 (42,0%) |
| Афроамериканци    | 29 (0,4%)     | 44 (0,6%)     |
| Азијати           | 56 (0,8%)     | 64 (0,9%)     |
| Хиспаноамериканци | 3.216 (47,4%) | 4.061 (55,0%) |
| Укупно            | 6.787         | 7.377         |